# جهد الاعتكاس

يتضمن الانتشار الميسر استخدام بروتين لتسهيل حركة الجزيئات عبر الغشاء. في بعض الحالات، تمر الجزيئات عبر قنوات مع البروتين. في حالات أخرى، يغير البروتين شكله، مما يسمح للجزيئات بالمرور من خلاله.يتضمن الانتشار الميسر استخدام بروتين لتسهيل حركة الجزيئات عبر الغشاء. في بعض الحالات ، تمر الجزيئات عبر قنوات مع البروتين. في

يعرّف جهد الاعتكاس (أو جهد نرنست) لأيون معيّن على أنّه الجهد عبر الغشائي اللازم ليكون هنالك توازن بين القوة الكهربائية الناتجة عن انتشار الأيون بحسب تدرج التراكيز خاصته وبين القوة النابعة من حركة الجزئيات نفسها بفعل الانتشار. بما معناه أنّ الجهد عبر الغشائي يطابق (يكون معاكسًا بالضبط) لقوة انتشار الأيونات، بحيث يكون تيّار الأيونات الكلّي ثابتًا ومساويًا لصفر. معادلة نرنست تستخدم لحساب جهد الاعتكاس لأيون واحد، وإذا كان هو الأيون الوحيد الموجود في المحلول داخل وخارج الخلية، يكون الجهد هو نفسه جهد التوازن للخلية. على سبيل المثال، فإنّ جهد الاعتكاس لأيون البوتاسيوم هو:
{\displaystyle E_{eq,K^{+}}={\frac {RT}{zF}}\operatorname {ln} {\frac {\left[K^{+}\right]_{o}}{\left[K^{+}\right]_{i}}}}،
حيث:
- {\displaystyle E_{eq,K^{+}}} هو جهد الاعتكاس لأيون البوتاسيوم، بوحدات فولت؛
- R هو ثابت الغازات العام، وهو مساوٍ لـ J K-1 mol-1 8.314؛
- T هي درجة الحرارة المطلقة، أي بوحدات كلفن؛
- z هي الشحنة الكهربائية للأيون - أي z = +1 بالنسبة لأيون البوتاسيوم؛
- F هو ثابت فاراداي، ويعادل C mol-1 96,485 ؛
- {\displaystyle \ [K^{+}]_{o}} هو تركيز أيونات البوتاسيوم في الوسط خارج الخلية، بوحدات mol m-3 ، و
- {\displaystyle \ [K^{+}]_{i}} هو تركيز أيونات البوتاسيوم في الوسط داخل الخلية.

كما يبدو من المعادلة أعلاه، فحتّى إذا كان لأيونين مختلفين ذات الشحنة الكهربائية (كأيون البوتاسيوم، {\displaystyle K^{+}}، وأيون الصوديوم، {\displaystyle Na^{+}}، على سبيل المثال)، ممكن أن تكن لهما جهود اعتكاس مختلفة تمامًا، حتّى بالإشارة. فمثلاً، في حالة أيون الصوديوم وأيون البوتاسيوم في عصبون، فإنّ جهد الاعتكاس للبوتاسيوم هو {\displaystyle \ -84mV}، حيث أن تركيزه خارج العصبون في الوضع الطبيعي هو mM {\displaystyle \ 5} وmM {\displaystyle \ 140} داخله. بالمقابل، فلأيون الصوديوم هنالك جهد اعتكاس يعادل {\displaystyle \ +40mV}، حيث أنّ تركيزه خارج الخلية هو mM {\displaystyle \ 140} وفي داخلها mM {\displaystyle \ 12} تقريبًا.
وتجدر الإشارة إلى أنّ جهد الراحة الفيزيولوجي أقرب إلى جهد الاعتكاس للبوتاسيوم، في حين أنّ كمون الفعل يحدث عادة لدى تنشيط القنوات الشاردية التي تدخل الصوديوم إلى العصبون، بحيث يرتفع الجهد الغشائي للخلية ليقترب أكثر فأكثر إلى جهد الاعتكاس الخاص بالصوديوم، خاصة في ذروة كمون الفعل.